# Rudolf Feyler
Rudolf Feyler (lettisch: Rūdolfs Feijlers)  (* 17. Junijul. / 29. Juni 1870greg. in Riga, Gouvernement Livland; † 13. April 1949 in Halle (Saale)) war ein deutschbaltischer Maler und Dekorateur in Riga.

## Leben
Rudolf Feyler lebte und arbeitete in Riga bis zur Umsiedlung der Deutsch-Balten im Jahr 1939. Als junger Mann lebte er vorübergehend in Polen, wo er seine Ehefrau Stefanie kennenlernte. Durch die dem Hitler-Stalin-Pakt folgende Umsiedlung geriet er in den für die Deutschbalten vorgesehenen Warthegau.
Hier verliert sich seine Spur. Es ist noch ein Bild aus dem Jahr 1944 „Ansicht von Riga“ bekannt.

## Werk

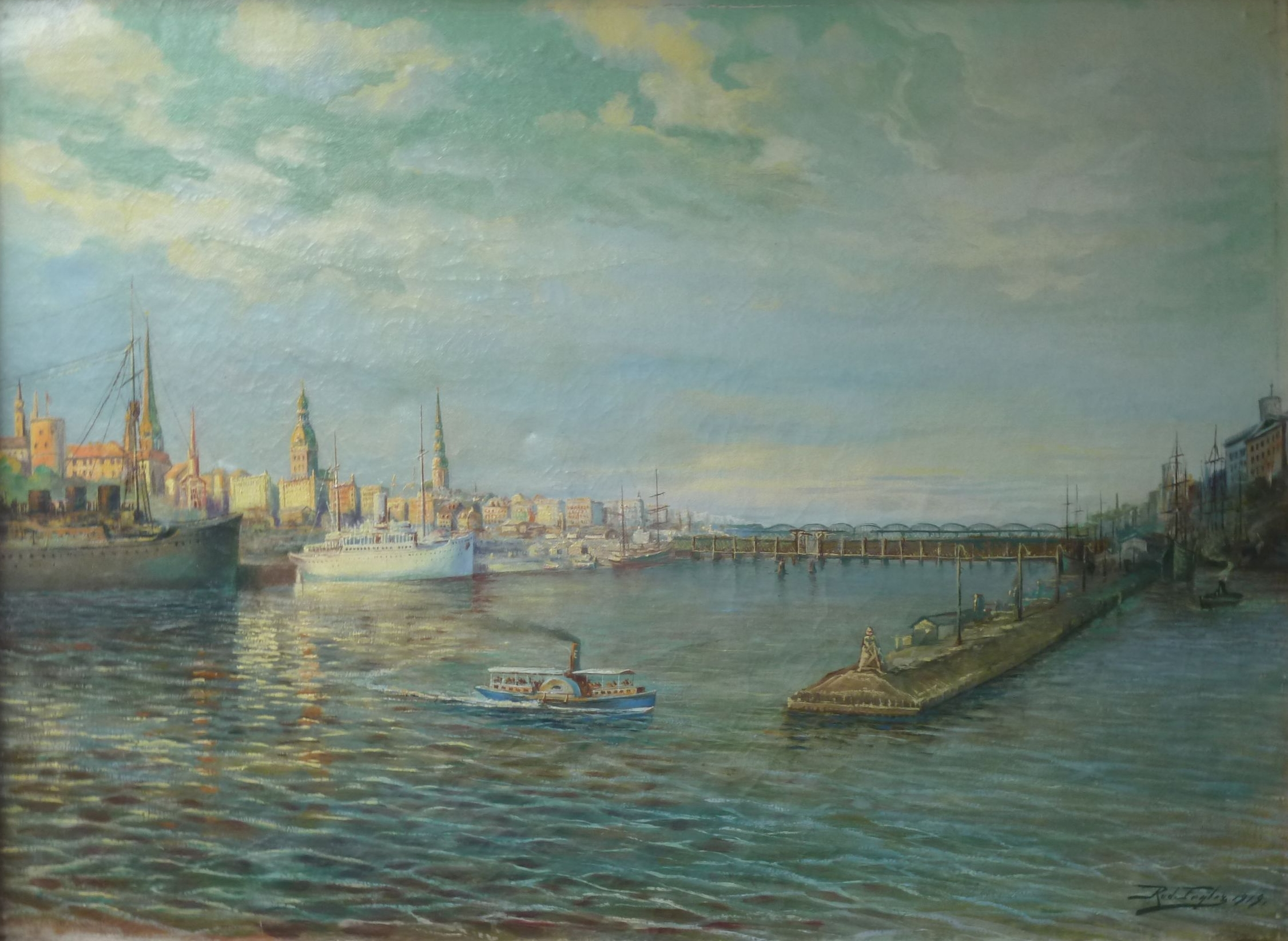
Ansicht der Stadt Riga von der Düna gesehen. Signiert 1919. Öl auf Leinwand 50 × 60 cm.

Aus Zeitungsberichten ist ersichtlich, dass Feyler als Dekorationsmaler aktiv war. Die Presse lobt seine neuartigen Ideen bei der Ausgestaltung der Räume des Rigaer Gewerbevereins.
Neben seiner Tätigkeit als Dekorationsmaler lebte er vom Verkauf seiner Gemälde.
Ein Gemälde „Rīga ar Daugavu“ aus dem Jahr 1919 erschien 1984 im Handel.